# الدوري الوطني لكرة القدم للسيدات 2014
الدوري الوطني لكرة القدم للسيدات 2014 (بالإنجليزية: 2014 National Women's Soccer League season)‏ هو الموسم 2 من الدوري الوطني لكرة القدم للسيدات. أقيم خلال الفترة 12 أبريل 2014 وحتى 31 أغسطس 2014، وأشرف على تنظيمه اتحاد الولايات المتحدة لكرة القدم، وكان عدد الأندية المشاركة فيه 9، وفاز فيه نادي كانساس سيتي.